# تورا-سان در نقش بابا
تورا-سان در نقش بابا (انگلیسی: Tora-san Plays Daddy) یک فیلم کمدی ژاپنی محصول ۱۹۸۷ به کارگردانی یوجی یامادا است. این فیلم سی و نهمین فیلم از مجموعه محبوب و طولانی‌مدت اوتوکو وا تسورای یو است.

## خلاصه
در رؤیای توراجیرو پسری به نام تورا که به دلیل دست زدن به چیزهای دیگران در یک شب سرد برفی توسط پدرش به شدت مورد سرزنش قرار می‌گیرد و مادرش که از او محافظت می‌کند. تورا برای اولین بار از خانه فرار می‌کند. ساکورا در حال گریه او را تعقیب می‌کند توراجیرو به ساکورا می‌گوید «مطمئن باش اکنون برادرت به عنوان یک آدم بزرگ و موفق به خانه برمی گردد.» توراجیرو، با صدای دختری که برادرش را صدا می‌کند از خواب بیدار می‌شود.
پسری به نام هیده‌یوشی به تورا-یا (محل کسب و کار و شیرینی فروشی سنتی خانواده توراسان) وارد می‌شود. هیده‌یوشی فرزند، هانیا نو ماسا و «فوده» (میدوری ساتسوکی) است که پدرش را به تازگی از دست داده و مادرش مدت‌ها قبل از خانه شوهرش فرار کرده‌است. پدرش که دوست توراسان بوده به او گفته وقتی من بمیرم، به تورا تکیه کن. همه در تورا-یا تعجب می‌کنند، اما اندکی پس از آن، تورا برمی‌گردد و به شدت از فوده در برابر این بدبیی و سوءتفاهم دفاع می‌کند که چرا «هیدهیوشی را رها کرده».

## ارزیابی انتقادی
کیوشی آتسومی عنوان بهترین بازیگر مرد را در مراسم جایزه فیلم ورزشی نیکان برای بازی در «تورا-سان در نقش بابا» دریافت کرد. نامزدهای این فیلم در جایزه آکادمی فیلم ژاپن برای بهترین کارگردانی و بهترین فیلمنامه (یوجی یامادا)، بهترین بازیگر نقش مکمل زن (کومیکو آکیوشی)، و بهترین صدا (ایسائو سوزوکی و تاکاشی ماتسوموتو). سایت آلمانی زبان molodezhnaja به «تورا-سان در نقش بابا» سه و نیم ستاره از پنج ستاره می‌دهد.